# Gabriel Veyre
Gabriel Antoine Veyre (Septème, Isèra, França, 1 de febrer de 1871 – 	Casablanca, Marroc, 13 de gener de 1936) va ser un operador del cinematògraf dels germans Lumière, cineasta i fotògraf nascut en França. Se'l coneix principalment pel seu treball a Mèxic, Indoxina i el Marroc.

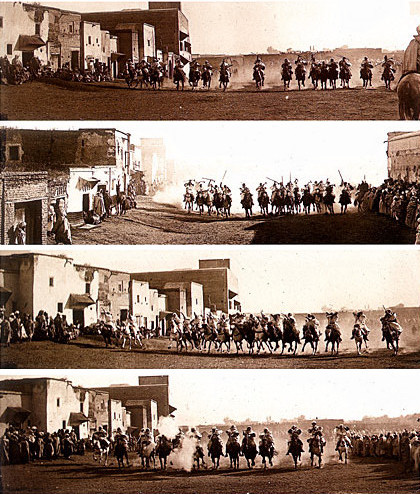
Imatges filmades al Marroc per Gabriel Veyre

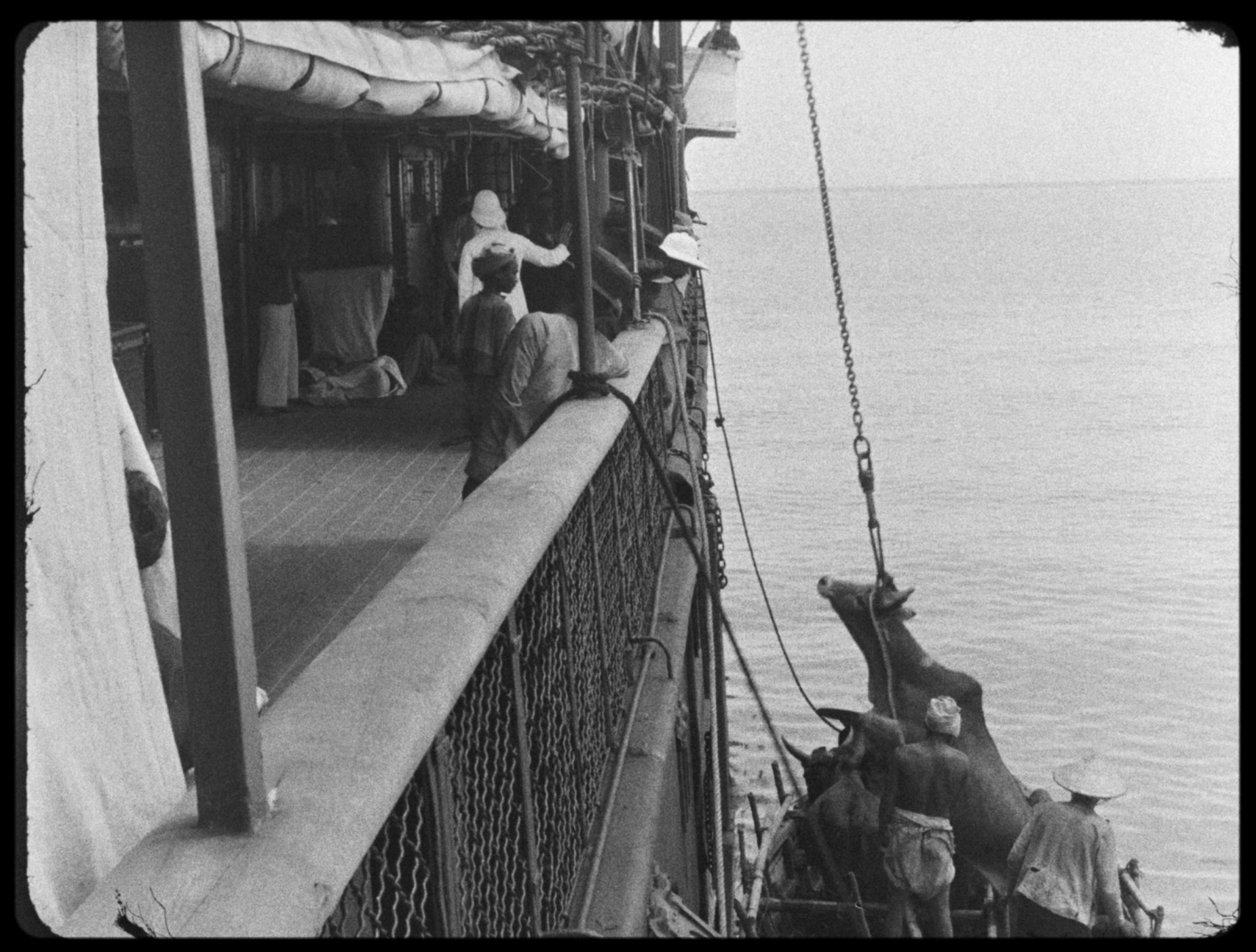
Embarquement d'un bœuf, rodada a Indoxina.

## Biografia
Veyre es va graduar de Farmacèutic a la Universitat de Lió. En 1896 va viatjar amb Claude Ferdinand Bon Bernard a Llatinoamèrica, mostrant els primers films realitzats pels germans Lumière i per a explotar el cinematògraf.
Entre 1896 i 1897 va produir i va dirigir a Mèxic 35 pel·lícules, amb Bon Bernard assistint-li com a camerògraf. Moltes de les quals presentaven al llavors president Porfirio Díaz en activitats quotidianes.
Després de deixar Mèxic, continuo viatjant per Cuba, on va filmar una pel·lícula, Veneçuela i Colòmbia. Posteriorment va viatjar al Canadà, Japó, la Xina i Indoxina. Al Canadà va dirigir Danse indienne Les seves cintes i autocroms van ser presentats a París en la Exposició Universal en 1900.
Va continuar el seu treball al Marroc, on també va exercir com a corresponsal per al periòdic L'Illustration. Va publicar en 1905 el llibre Dans l'intimité du Sultan. Veyre va romandre a Casablanca fins a la seva mort en 1936.
Part de la seva obra és preservada en la Cinémathèque Française.

## Filmografia sobre Mèxic
- Alumnos de Chapultepec con la esgrima del fusil (1896)
- Alumnos de Chapultepec desfilando (1896)
- Un amansador (1896)
- Baile de la romería española en el Tívoli del Eliseo (1896)
- Baño de caballos (1896)
- El canal de la Viga (1896)
- Carga de rurales en la Villa de Guadalupe (1896)
- Carmen Romero Rubio de Díaz y familiares en carruaje en el Paseo de la Reforma (1896)
- Clase de gimnasia en el colegio de la Paz, antiguas Vizcaínas (1896)
- Comitiva presidencial del 16 de septiembre (1896)
- Corrida de toros (1896)
- Desayuno de indios (1896)
- Desfile de rurales al galope el 16 de septiembre (1896)
- Un duelo a pistola en el bosque de Chapultepec (1896)
- Elección de yuntas (1896)
- Escena en los baños Pane (1896)
- Grupo de indios al pie del árbol de la Noche Triste (1896)
- Grupo en movimiento del general Díaz y de su familia (1896)
- Jarabe tapatío (1896)
- Lanzamiento de un buey salvaje (1896)
- Lanzamiento de un caballo salvaje (1896)
- Lanzamiento de un novillo (1896)
- Llegada de la campana histórica el 16 de septiembre (1896)
- Mangoneo (1896)
- Pelea de gallos (1896)
- El presidente de la república con sus ministros el 16 de septiembre en el castillo de Chapultepec (1896)
- El presidente de la república despidiéndose de sus ministros para tomar un carruaje (1896)
- El presidente de la república en carruaje regresando a Chapultepec (1896)
- El presidente de la república entrando a pie al castillo de Chapultepec (1896)
- El presidente de la república entrando en coche al castillo de Chapultepec (1896)
- El presidente de la república paseando a caballo en el bosque de Chapultepec (1896)
- El presidente de la república recorriendo la plaza de la Constitución el 16 de septiembre (1896)
- El presidente de la república saliendo a pie al castillo de Chapultepec (1896)
- Proceso del soldado Antonio Navarro (1896)
- Señorita Andrea (1896).[3]